# Chocolate quente

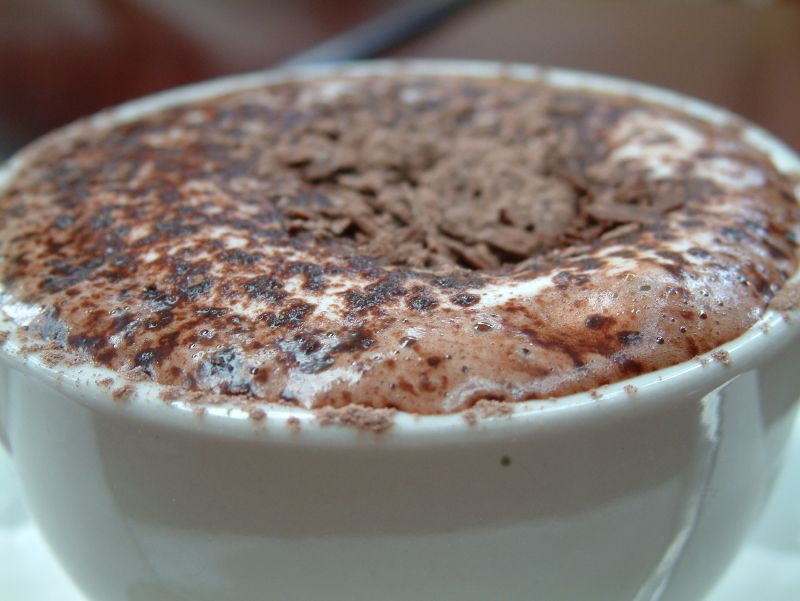
Taça de chocolate quente

O chocolate quente (português brasileiro) ou cacau quente (português europeu) é uma bebida quente e doce feita com chocolate ou cacau em pó dissolvido no leite quente ou na água mineral sem gás. A sua textura pode variar desde muito espesso e aveludado a muito líquido e pouco consistente, dependendo isto do grau do cozimento do chocolate depois de dissolvido e da quantidade usada.
A bebida, é principalmente consumida quando o clima está frio, no qual aquece a pessoa com seu teor térmico. Variações de receita, são comuns, adicionando ingredientes conforme o gosto da pessoa.

## Potes de chocolate

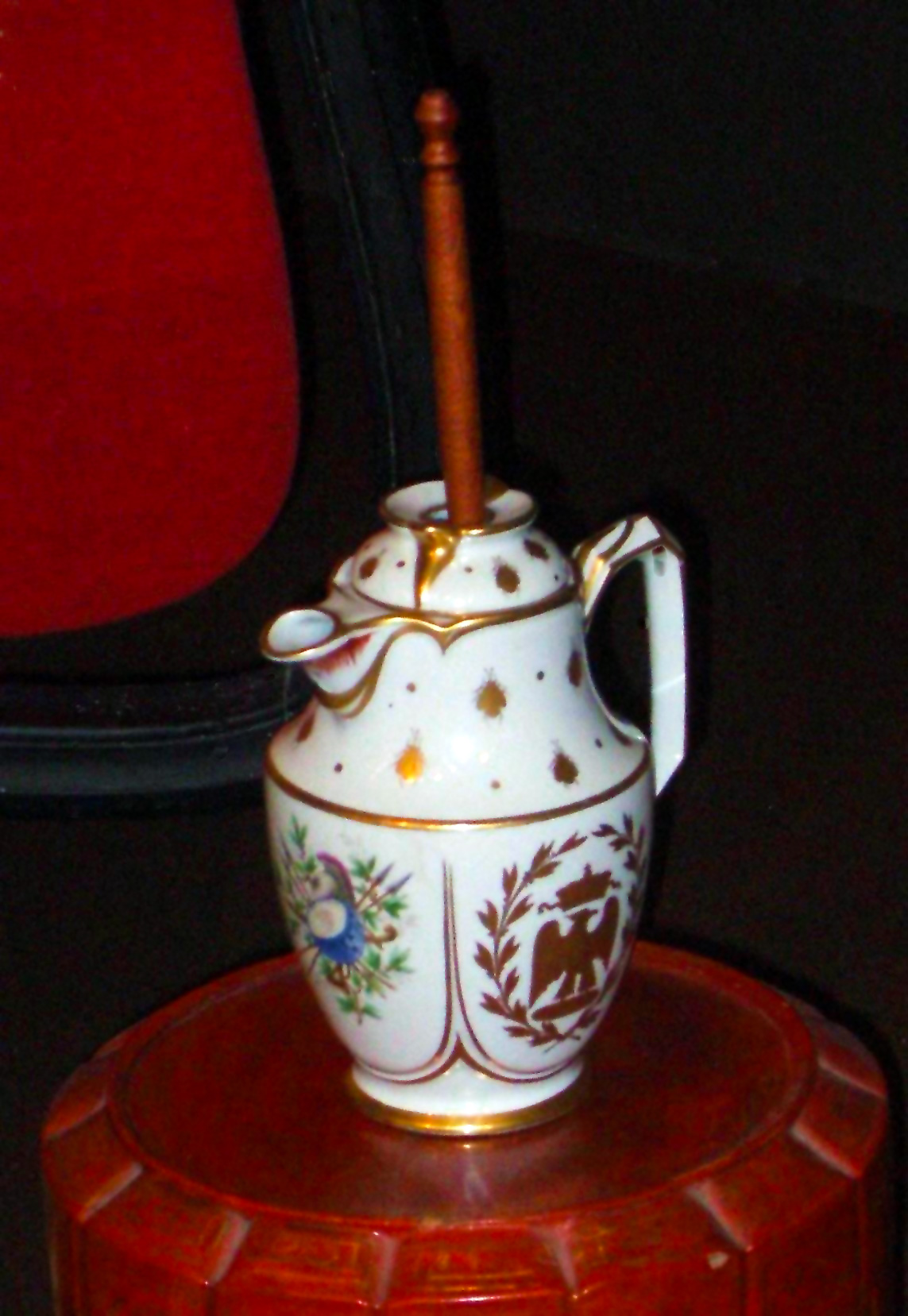
Pote de chocolate em estilo império (início dos anos 1800), Salon du chocolat, Paris.
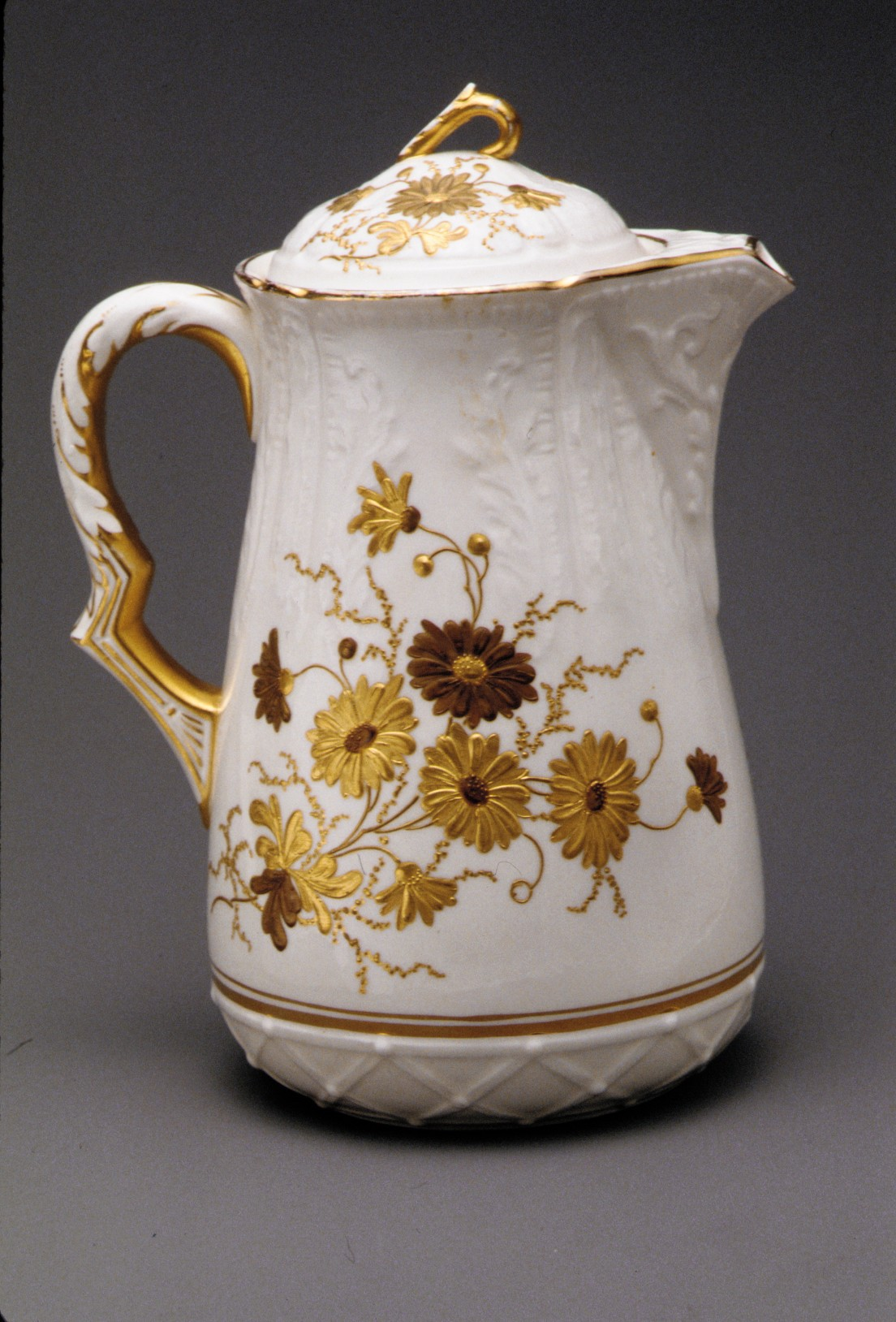
Pote de chocolate em porcelana com decoração floral (cerca de 1900), Metropolitan Museum of Art, Nova Iorque.
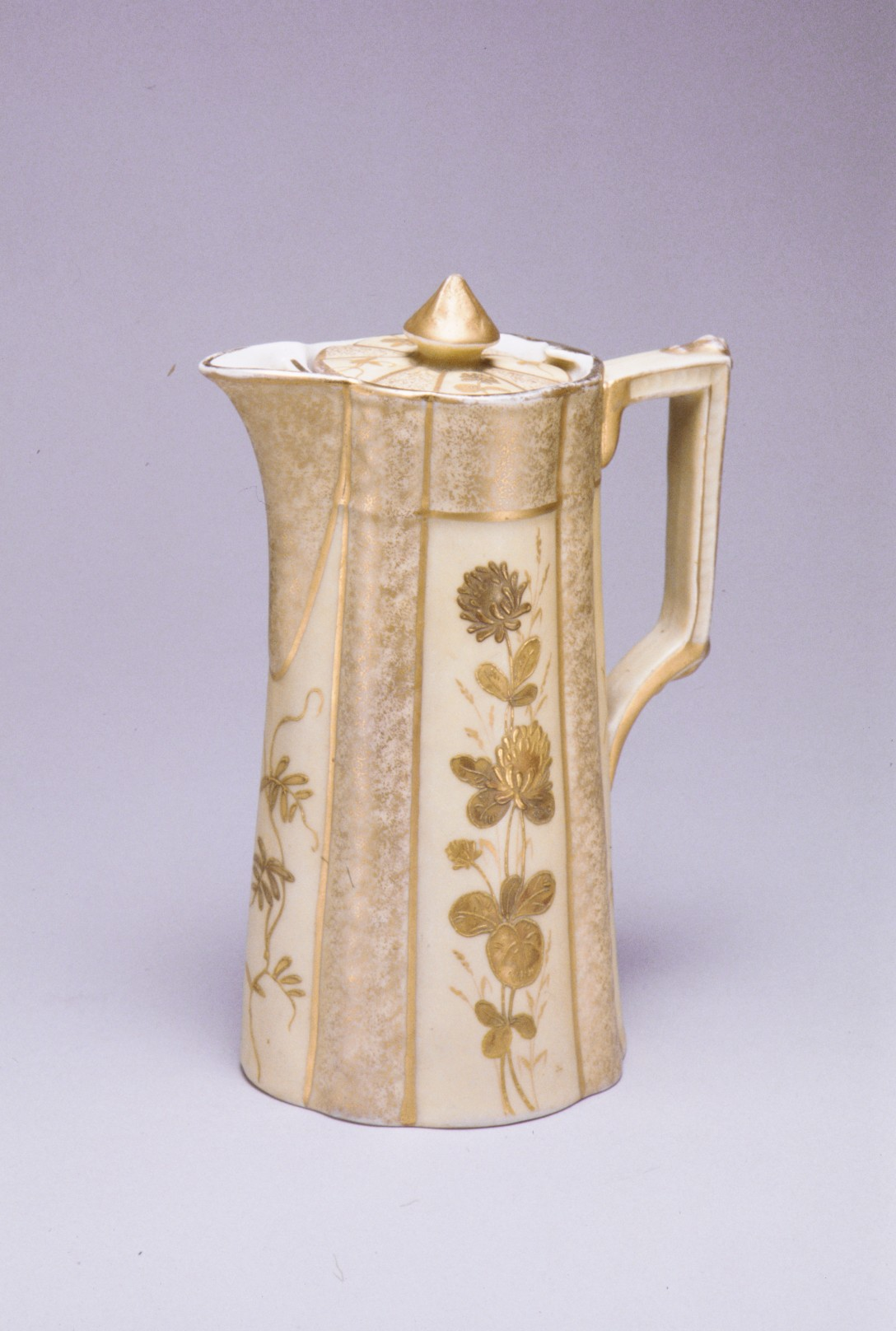
Pote de chocolate em porcelana (cerca de 1890), Metropolitan Museum of Art, Nova Iorque.
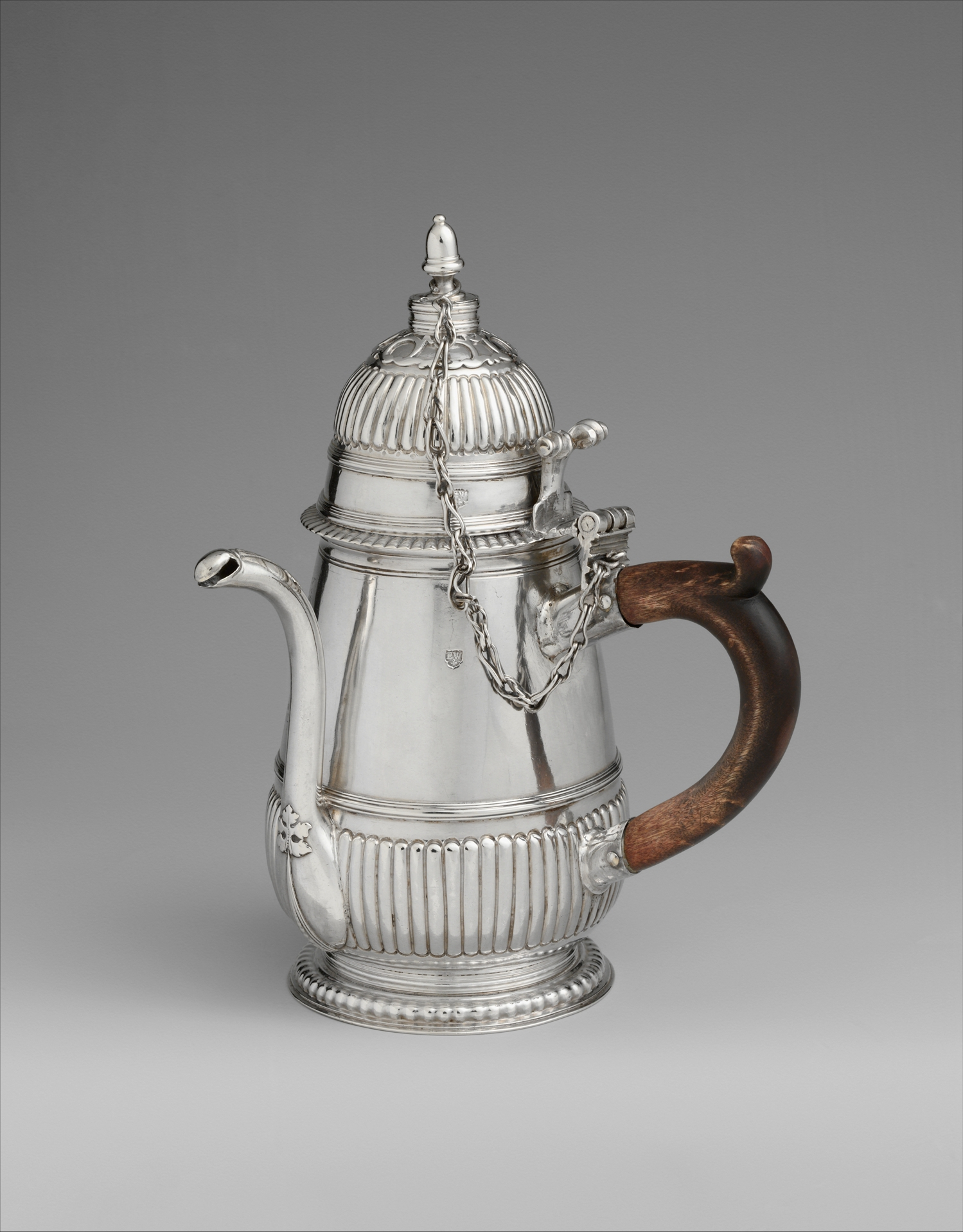
Pote de chocolate em prata (cerca de 1700), Metropolitan Museum of Art, Nova Iorque.
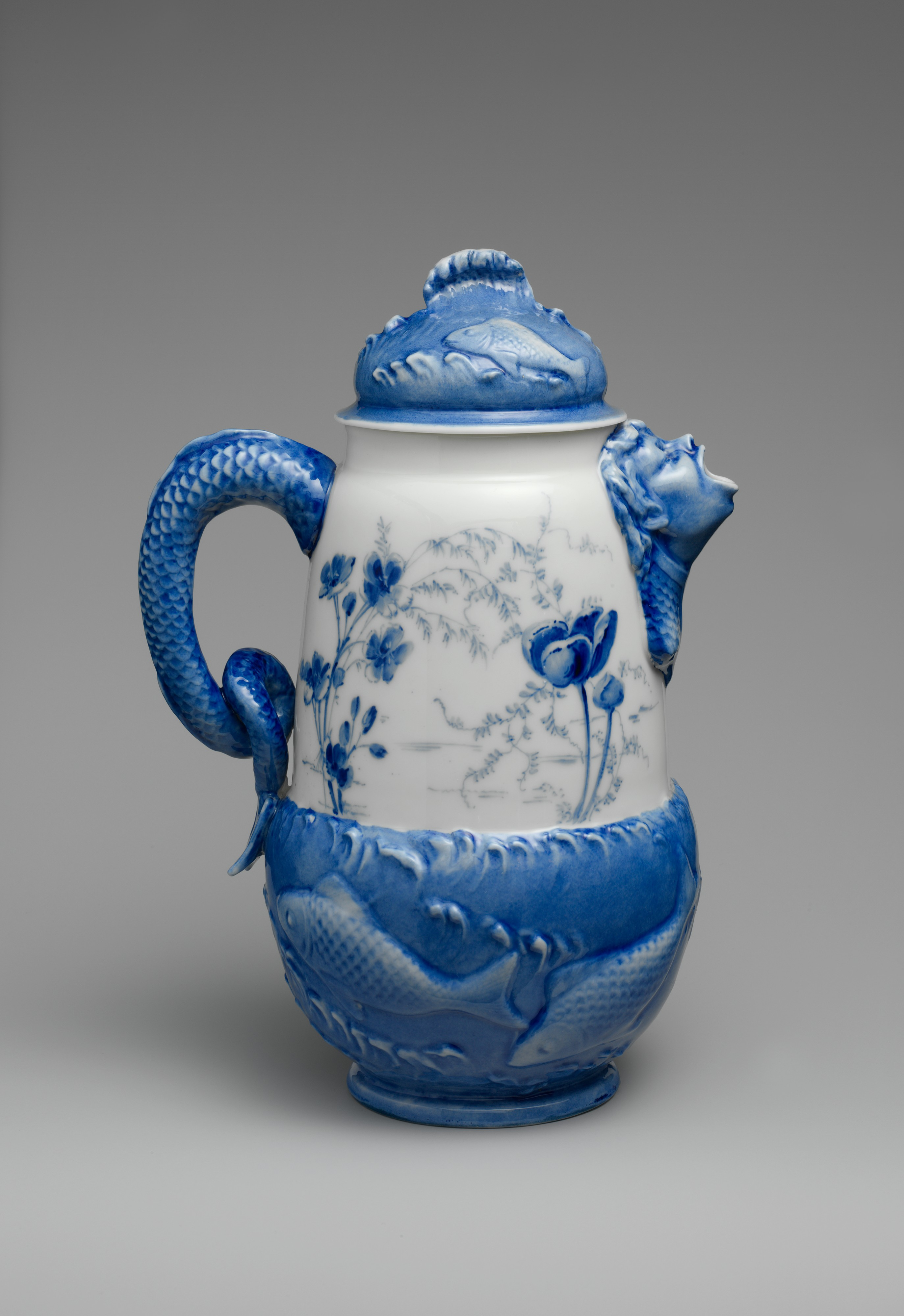
Pote de chocolate em porcelana azul e branca (1890-1896), Metropolitan Museum of Art, Nova Iorque.
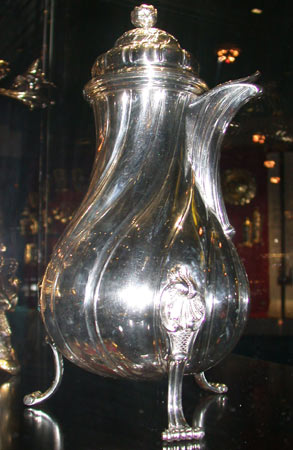
Pote de chocolate em prata (Lille, 1779), Victoria and Albert Museum, Londres.
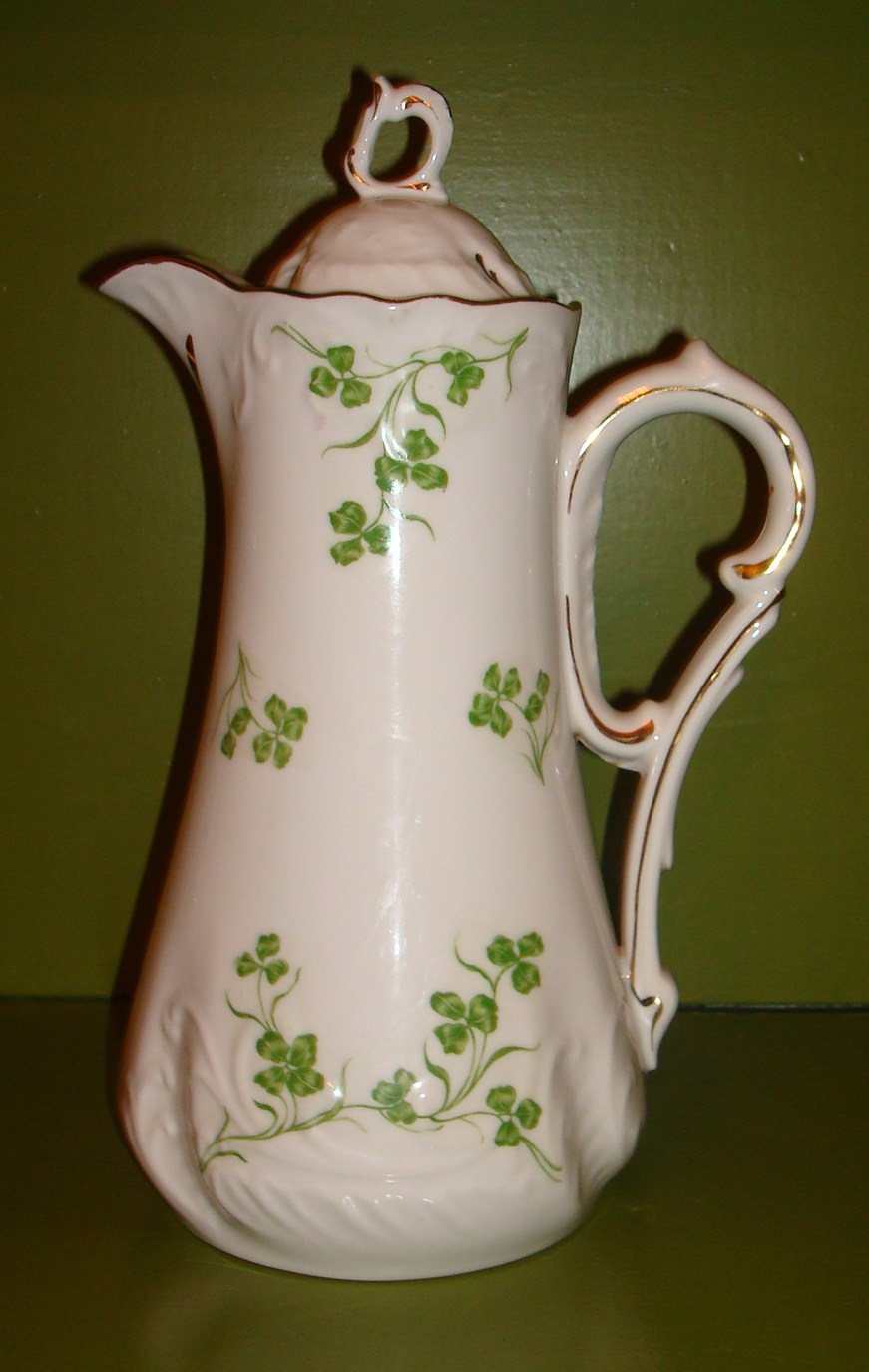
Pote de chocolate em porcelana da fábrica de porcelana Porsgrund (1907) Norsk Folkemuseum, Bygdøy.